# Llibre vermell de Montserrat
El Llibre vermell de Montserrat és un còdex medieval de la Biblioteca de Montserrat, aplega un conjunt de textos adreçats als monjos i preveres encarregats de tenir cura dels nombrosos pelegrins que s'aplegaven a Montserrat. Mostra una iniciativa cultural destinada a cobrir les seves necessitats i dotar-los d'una atenció pastoral i religiosa. La seva part més notable és la que s'ocupa de la música i de la dansa que fan  del Llibre vermell un testimoni únic de dansa religiosa a l'Europa de finals del segle XIV i un dels pilars conservats de la música medieval hispànica. Deu el seu nom al color de l'enquadernació posterior.

## El còdex
El Llibre vermell  és un còdex de grans proporcions (423 x 310 mm), escrit a tota plana amb caplletres i calderons vermells, notacions musicals, adornat amb elegants miniatures, en el qual es troba la primera notació coreogràfica, que era encara molt rudimentària, de què hom té notícia al món. Inclou un recull de cants i danses dels pelegrins de procedències diverses que s'esbargien en vetlles diürnes i nocturnes a la plaça davant de l'església de Montserrat durant el segle XIV. Actualment es conserva a la Biblioteca de l'Abadia de Montserrat amb el número u del seu fons de manuscrits.
El llibre és format per un aplec de textos diversos amb una finalitat utilitària de cara a l'atenció i la formació, per la predicació i les homilies, del gran volum de pelegrins que convocava la devoció a la Mare de Déu de Montserrat, fet que ha portat a suposar, que la majoria devien formar part de la biblioteca montserratina i que foren transcrits a una mena de manual per a ús pràctic.
Pel que fa al seu contingut musical, cal advertir que  anteriorment ja s'havien fet reculls de notacions musicals de "danses", en el sentit de composicions musicals ballables, però encara sense cap indicació coreogràfica. N'és un exemple alguns documents de l'arxiu parroquial de Sant Joan de les Abadesses, on consten la lletra i notació musical, de quatre danses cultivades per trobadors: S'anc vos ame, Amors, merce no sia, Ara lausetz, lauset, lauset i Era.us preg.
Segons explica el mateix Llibre Vermell, la finalitat de recollir i ensenyar aquestes cançons i danses als pelegrins era que es poguessin entretenir sense pertorbar el recolliment dels que estaven pregant. Les danses propostes podien ser-ho per a substituir-ne d'altres profanes, no dignes de la santedat del lloc. Hi devia haver monjos o eclesiàstics que hi participaven, ja que la majoria del text és escrit en llatí i altrament la gent del poble no hauria pogut ni cantar ni corejar les lletres. Hi ha tres poemes en llengua vulgar: un goig escrit en català amb una mica d'influència provençal i dos poemes en català amb influència més forta del provençal.

### Datació i vicissituds
El Llibre vermell va ser acabat de copiar cap a l'any 1399 i conté també fragments del segle xvi. Malgrat que la col·lecció va ser copiada majoritàriament a la fi del segle XIV, la major part de la música es creu que és anterior. Va ser enquadernat al segle xix amb una coberta de vellut vermell, la qual va ser substituïda per una enquadernació en pell vermella el 1947. Després de la visita del pare Jaume Villanueva de 1806, els monjos, probablement, deixaren en préstec per al seu estudi el Llibre vermell al marquès de Llió, que presidia l'Acadèmia de Bones Lletres. Gràcies a aquest fet, el còdex es va salvar de la destrucció i incendi de Montserrat per part de les tropes napoleòniques entre 1811 i 1812. La família del marquès, en el context de la represa del santuari i de l'abadia, restituí el llibre al monestir el setembre de 1885. En retornar-lo, era molt deteriorat i hi havien estat arrencats diversos folis. Entre ells els del virolai Rosa Plasent, soley de resplandors del qual havia donat notícia i publicat el pare Villanueva en la seva crònica de l'estada a Montserrat. Gràcies a això coneixem un cant que avui no és al còdex.
Altres fonts apunten que el seu retorn a la Biblioteca de Montserrat fou per un camí ben diferent. El corrent de la Renaixença i la percepció que Montserrat tenia com a símbol del catalanisme i del cristianisme alenaren la valoració del perdut Llibre vermell impulsada per personalitats com el canonge Jaume Collell. Fou ell mateix qui, el mes d'agost del 1885, tingué notícia de què el còdex donat per perdut era a Vic. I liderà la campanya per adquirir-lo i salvar-lo de ser transferit a l'estranger. El manuscrit fou adquirit, en bona part gràcies a l'aportació del bisbe de Vic Josep Morgades, i així arribava de nou a Montserrat a mans de l'abat Josep Deàs.

## Contingut

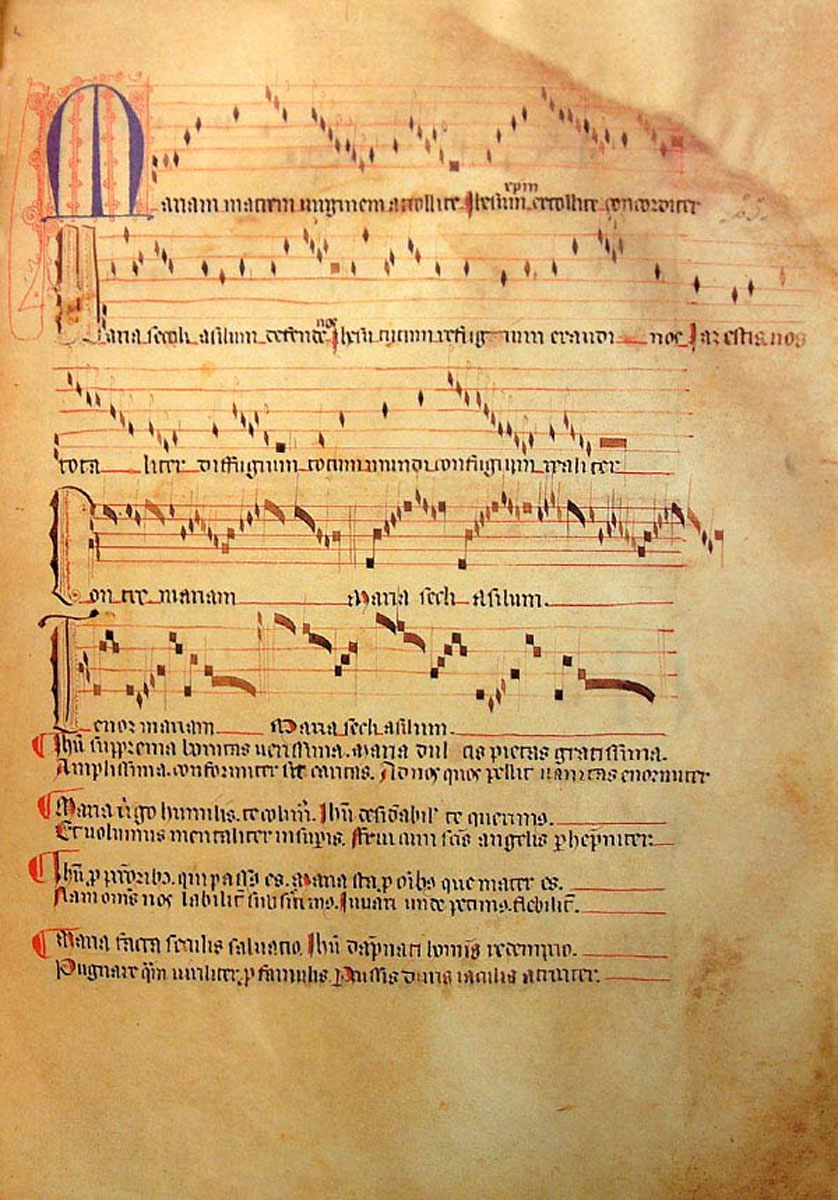
Una pàgina del Llibre vermell de Montserrat, on es veu el Mariam Matrem Virginem.

El còdex és integrat per 23 plecs que contenen textos de temàtica religiosa, entre els quals destaca l'anomenat Cançoner Montserratí, format per 10 composicions vocals dedicades gairebé en la seva totalitat a la Mare de Déu de Montserrat i en forma de cants i danses religiosos, per  als  pelegrins que acudien de manera massiva al monestir a partir del segle xiv. Originàriament, constava de 154 folis, dels quals en són desapareguts, aproximadament, 36.  Forma una col·lecció única en el seu gènere conservada a Europa.
El Llibre vermell està format per les següents parts:
| Fs. 1-21: |                | Llibre dels miracles de la Mare de Déu, en llatí.* | |
|           | Fs. 21v-27:    |                                                    | Cançoner montserratí, llatí i català.*                                                                  |
|           | Fs. 27v-29v:   |                                                    | Breu tractat de confessió.*                                                                             |
|           | Fs. 30-31v:    |                                                    | Concessió del jubileu de Santa Maria de la Porciúncula a Montserrat l'any 1397.*                        |
|           | Fs. 31v-40v:   |                                                    | Ystoria indulgentie sancte Marie de Angelis.*                                                           |
|           | Fs. 40v-41:    |                                                    | Privilegium pro indulgentiis impetrandis.*                                                              |
|           | Fs. 41v-46v:   |                                                    | Privilegis pontificis (1409-1430) concedits a Montserrat.*                                              |
|           | Fs. 47-56v:    |                                                    | Recull de pregàries diverses, en llatí i en català.*                                                    |
|           | Fs. 57-58:     |                                                    | Articles de la sancta fe catholica.*                                                                    |
|           | Fs. 58-65v:    |                                                    | Instrumenta spiritualia artis et norme vivendi S. Isidori.                                              |
|           | Fs. 65-67:     |                                                    | Anselmus de deploratione virginitatis.                                                                  |
|           | Fs. 67-67v:    |                                                    | Apologia de la fe cristiana, en llatí.                                                                  |
|           | Fs. 68-70:     |                                                    | Sobre l'univers i lloances al seu creador, en català i en llatí.*                                       |
|           | Fs. 70v-72:    |                                                    | Hores de la Mare de Déu, de la Passió, i oracions, en llatí i català.*                                  |
|           | Fs. 72-74v:    |                                                    | Memoriale de mirabilibus et indulgentiis urbis Rome, escrit l'any 1382.*                                |
|           | Fs. 75-76v:    |                                                    | Salteri abreujat?, en llatí.                                                                            |
|           | Fs. 77-80:     |                                                    | Brevis exhortatio ad sermocinandum, en llatí i en català.*                                              |
|           | Fs. 80-93v:    |                                                    | Viridarium consolationis de viciis et virtutibus.                                                       |
|           | Fs. 93v-118v:  |                                                    | Opusculum de decem preceptis legis, de quatuordecim fidei articulis, et de septem ecclesie sacramentis. |
|           | Fs. 119-119v:  |                                                    | Vària montserratina, en llatí.*                                                                         |
|           | Fs. 120v-132v: |                                                    | Kalendarium sanctorum monachorum. [28]                                                                  |
|           | F. 133:        |                                                    | Nota sobre facultats dels penitenciers.                                                                 |
|           | Fs. 133v-134:  |                                                    | Capítols de la confraria de Montserrat.*                                                                |
|           | Fs. 134v-135:  |                                                    | Indulgència plenària per als confrares de Montserrat, en llatí.*                                        |
|           | F. 135v:       |                                                    | En blanc.                                                                                               |
|           | Fs. 136-136v:  |                                                    | Assí comensa lo libre appelat del peccador lo qual féu monsényer sent Agustí.                           |
|           | Fs. 137-137v:  |                                                    | Notes referents a l'església de Montserrat.                                                             |

Sembla que en els folis desapareguts hi havia altres textos, ja que en l'examen del còdex que fa Villanueva parla de l'existència d'altres cançons devotes i esquemes dels sermons i exhortacions que es feien als romers que pujaven al santuari.
El 2025 és previst l'edició del minuciós estudi inèdit sobre el Llibre vermell en què durant anys havia treballat Gregori Estrada, publicació lligada a la celebració del mil·lenari del cenobi.

## El Cançoner Montserratí
Els folis 21v.-27 recullen composicions musicals, totes d'autor anònim. Són una mostra de com cantar i ballar a en actes religiosos, era un costum medieval ben arrelat.  Enfront de la seva desvirtuació, van reaccionar des d'antic jerarquies, sínodes i concilis. La finalitat d'aquest Cançoner motserratí es descriu en llatí al foli 22 del mateix manuscrit:  "Perquè de vegades, quan els pelegrins vetllen a l'església de Santa Maria de Montserrat, volen cantar i ballar, i fins i tot durant el dia a la plaça, allà només han de cantar cançons honestes i devotes, per això algunes son indicades a dalt i a baix (del text). I s'ha d'utilitzar amb honestedat i moderació, per no molestar els qui perseveren en les seves oracions i contemplacions devotes, en les quals totes les persones que fan vigília han d'insistir en passar el temps junts i devotament".
Les peces musicals tenen textos en llatí, en occità i en català, i són en part monòdiques (cànons) i en part polifòniques (himnes, danses i un motet) politextual, de manera que les diferents veus canten textos diferents alhora. Les danses es ballaven en forma de ball redon, un precursor de formes populars més tardanes. El conjunt, d'una gran riquesa i bellesa melòdica, conté força elements arcaïtzants i alhora influències diverses -peces d'un fort regust popular al costat d'altres que s'allunyen totalment d'aquest sabor- que revelen l'animat intercanvi d'estils i conceptes musicals tant occidentals com orientals que marcava el paisatge musical de l'època.
Aquestes peces foren copiades a finals del segle xiv, probablement entre 1396 i 1399. Algunes es poden enquadrar dintre del corrent estilístic de l'Ars Nova, tot i que altres semblen testimoniar dates de composició més antigues. Només dues de les deu peces estan recollides en altres fonts. Al segle xx, a més dels importants estudis musicològics que s'hi van dedicar,com ara els de Gregori Estrada,  aquestes cançons van despertar l'interès de nombrosos intèrprets de música antiga, entre ells Jordi Savall, els conjunts Micrologus, Ensemble Unicorn, Theatrum Instrumentorum, l'Osnabrück Jugend Chor, el Studio der Frühen Musik, dirigit per Thomas Binkley, Alla Francesca i la Capella de Ministrers, i fins i tot la Companyia Elèctrica Dharma.

### Peces i lletres del Cançoner

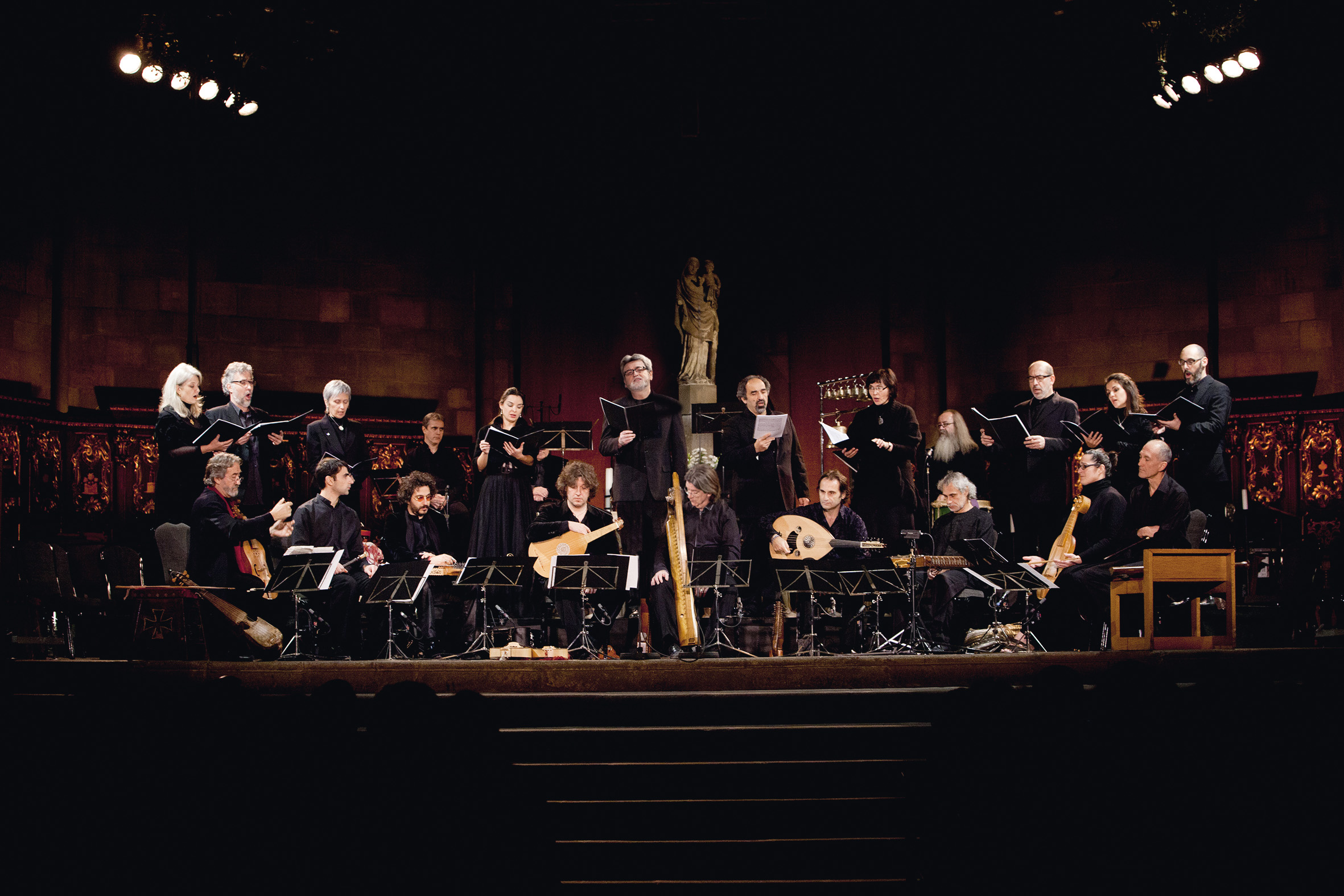
La Capella Reial de Catalunya i Hespèrion XXI durant l'enregistrament del Llibre Vermell de Montserrat sota la direcció de Jordi Savall.

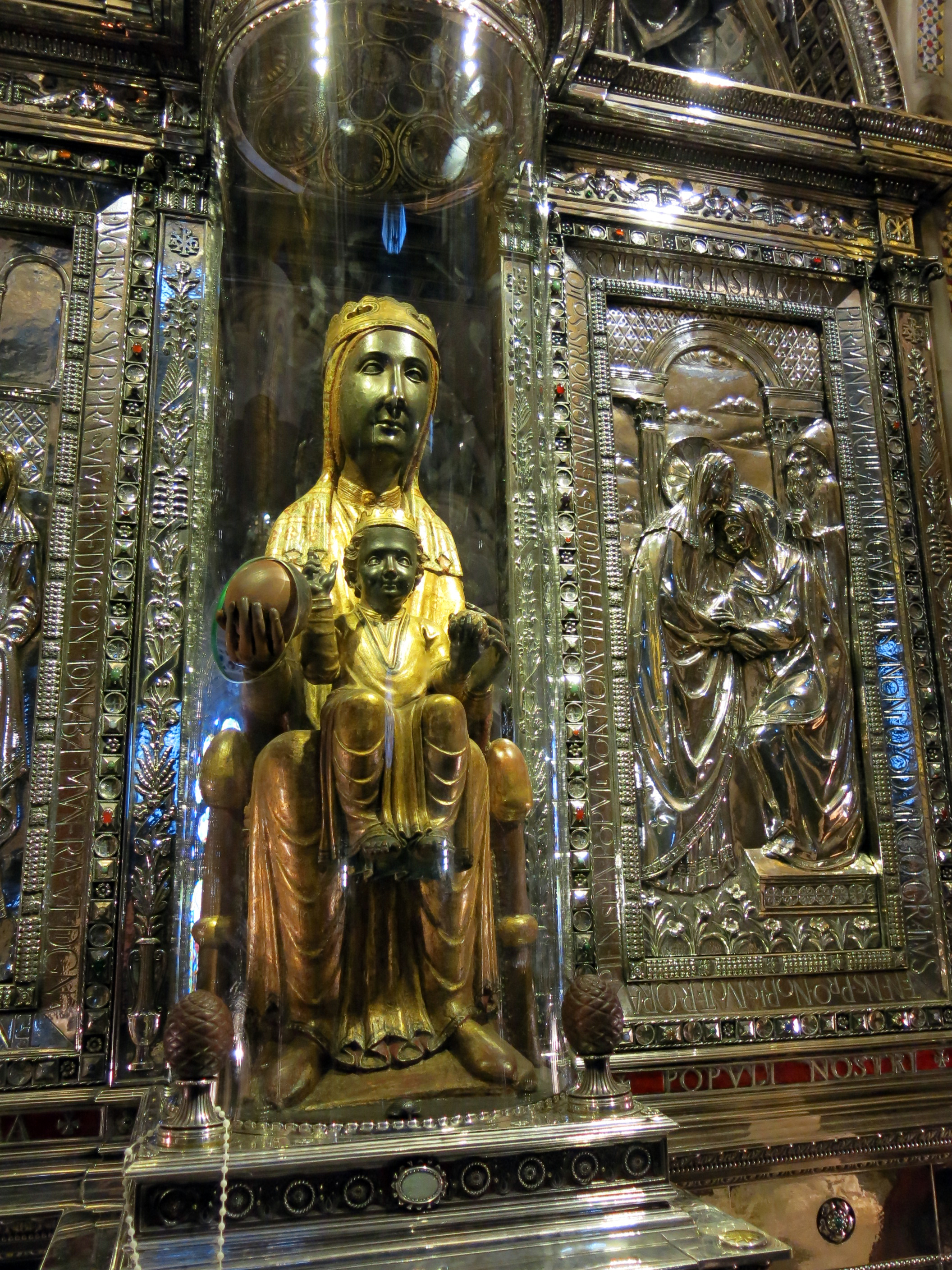
Imatge de la Mare de Déu de Montserrat. Talla romànica del segle XII objecte de peregrinació ja des de l'edat mitjana.

Les peces de la col·lecció que ens han arribat són deu: tres cànons, dos cants polifònics i cinc danses:
- O virgo splendens (Ho, Verge respandent)  Cànon a 3 (fol. 21v-22).

Antiphona dulcis armonia dulcissime virginis Marie de Monteserrato. Caça de duobus vel tribus:
O Virgo splendens hic in monte celso Miraculis serrato fulgentibus ubique quem fideles conscendunt universi.
Eya pietatis occulo placato cerne ligatos fune peccatorum ne infernorum ictibus graventur sed cum beatis tua prece vocentur.
- Stella splendens (Estrella respandent). Dansa en forma de virelai a dues veus (fol. 22r).

Sequitur alia cantilena ad trepudium rotundum:
Stella splendens in monte ut solis radium miraculis serrato exaudi populum.
Concurrunt universi gaudentes populi
divites et egeni grandes et parvuli
ipsum ingrediuntur ut cernunt oculi
et inde revertuntur gracijis repleti.
Principes et magnates extirpe regia
saeculi potestates obtenta venia
peccaminum proclamant tundentes pectora
poplite flexo clamant hic: Ave Maria.
Prelati et barones comites incliti
religiosi omnes atque presbyteri
milites mercatores cives marinari
burgenses piscatores praemiantur ibi.
Rustici aratores nec non notarii
advocati scultores cuncti ligni
fabri sartores et sutores nec non lanifici
artifices et omnes gratulantur ibi.
Reginae comitissae illustres dominae
potentes et ancillae juvenes parvulae
virgines et antiquae pariter viduae
conscendunt et hunc montem et religiosae.
Coetus hic aggregantur hic ut exhibeant
vota regratiantur ut ipsa et reddant
aulam istam ditantes hoc cuncti videant
jocalibus ornantes soluti redeant.
Cuncti ergo precantes sexus utriusque
mentes nostras mundantes oremus devote
virginem gloriosam matrem clementiae
in coelis gratiosam sentiamus vere.
- Laudemus Virginem. (Lloem la Verge) Cànon a 3 (fol. 23).

Caça de duobus vel tribus:
Laudemus virginem mater est et ejus filius Ihesus est. Plangemus scelera acriter Sperantes in Ihesum jugiter.
- Mariam, matrem virginem, attolite. (Exalceu Maria, mare i verge). Himne en forma de virolai polifònic (fol. 25).

Mariam Matrem Virginem attolite Ihesum Christum extollite concorditer.
Maria seculi asilum defende nos. Ihesu tutum refugium exaudi nos.
Iam estis nos totaliter diffugium totum mundi confugium realiter.
Ihesu suprema bonitas verissima. Maria dulcis pietas gratissima.
Amplissima conformiter sit caritas ad nos quos pellit vanitas enormiter.
Maria facta saeculis salvatio. Ihesu damnati hominis redemptio.
Pugnare quem viriliter per famulis percussus duris iaculis atrociter. 
- Polorum Regina. (Reina de tot l'univers). Dansa en forma de virolai (fol. 24v).

A ball redon:
Polorum regina omnium nostra. Stella matutina dele scelera.
Ante partum virgo Deo gravida Semper permansisti inviolata.
Et in partu virgo Deo fecunda Semper permansisti inviolata.
Et post partum virgo mater enixa Semper permansisti inviolata. 
- Cuncti simus concanentes. (Cantem tots alhora) Dansa en forma de virolai (fol. 24).

A ball redon:
Cuncti simus concanentes Ave Maria.
Virgo sola existente en affuit angelus Gabriel est appellatus atque missus celitus.
Clara facieque dixit: Ave Maria. Clara facieque dixit: audite karissimi.
En concipies Maria Pariesque filium audite karissimi Vocabis eum Ihesum.
- Splendens ceptigera. (Sobirana esplendent). Cànon a 3 (fol. 23).

Caça de duobus vel tribus:
Splendens ceptigera Nostris sis advocata Virgo puerpera. Tundentes pectora Crimina confitentes Simus altissimo.
- Los set gotxs recomptarem.(Els set goigs recomptarem). Dansa (fol. 23v).

Ballada dels goytxs de Nostre Dona en vulgar cathallan a ball redon:
Los set gotxs recomptarem et devotament xantant
humilment saludarem la dolça verge Maria.
Ave Maria gracia plena Dominus tecum Virgo serena.
Verge fos anans del part pura e sans falliment
en lo part e prés lo part sens negun corrumpiment.
Lo Fill de Déus Verge pia de vós nasque verament.
Verge tres reys d'Orient cavalcant amb gran corage
al l'estrella precedent vengren al vostré bitage.
Offerint vos de gradatge Aur et mirre et encenç.
Verge estant dolorosa per la mort del Fill molt car
romangues tota joyosa can lo vis resuscitar.
A vos madre piadosa prima se volch demostrar.
Verge lo quint alegratge que'n agues del fill molt car
estant al munt d'olivatge Al cell l'on vehes puyar.
On aurem tots alegratge Si per nos vos plau pregar.
Verge quan foren complitz los dies de pentecosta
Ab vos eren aunits los apostols et de costa.
Sobre tots sens nuylla costa devallà l'espirit sant.
Verge'l derrer alegratge que'n agues en aquest mon
vostre Fill ab coratge vos munta al cel pregon.
On sots tots temps coronada regina perpetual.
- Imperayritz de la ciutat joyosa (Emperadriu de la ciutat joiosa). Motet polifònic (fol. 25v).

Imperayntz de la ciudad joyosa
de paradis ab tot gaug eternal
neta de crims de virtutz habundosa
mayres de Dieu per obra divinal
verges plasen ab fas angelical
axi com sotz a Dieu molt graciosa
placaus estar als fizels piadosa
preyan per lor al rey celestial.
Rosa flagran de vera benenanca
fons de merce jamays no defallen
palays d'onor on se fech l'alianca
de deu e d'hom per nostre salvamen
e fo ver Dieus es hom perfetamen
ses defallir en alcuna substanca
e segons hom mori senes dubtanca
e com ver Dieus levech del monimen.
Flor de les flor dolca clement et pia
l'àngel de Dieu vesem tot corrocat
e par que Dieus lamandat qu'ens alcia
don el es prest ab l'estoch affilat.
Donchos placa vos que'l sia comandat
qu'estoyg l'estoch e que remes nos sia
tot fallimen tro en lo presen dia
ens done gaug e patz e sanitat.
- Ad mortem festinamus.(Ens apresem cap a la mort) Dansa en forma de virolai que és la més antiga de les danses de la mort conegudes (fol. 26v).

Ad mortem festinamus peccare desistamus.
Scribere proposui de contemptu mundano ut degentes seculi non mulcentur in vano.
Iam est hora surgere a sompno mortis pravo.
Vita brevis breviter in brevi finietur mors venit velociter quae neminem veretur.
Omnia mors perimit et nulli miseretur.
Ni conversus fueris et sicut puer factus et vitam mutaveris in meliores actus
intrare non poteris regnum Dei beatus.
Tuba cum sonuerit dies erit extrema et iudex advenerit vocabit sempiterna
electos in patria prescitos ad inferna.
Quam felices fuerint qui cum Christo regnabunt facie ad faciem sic eum adspectabunt
Sanctus Dominus Sabaoth conclamabunt.
Et quam tristes fuerint qui eterne peribunt pene non deficient nec propter has obibunt.
Heu heu miseri numquam inde exibunt.
Cuncti reges seculi et in mundo magnates advertant et clerici omnesque potestates
fiant velut parvuli dimitant vanitates.
Heu fratres karissimi si digne contemplemus passionem Domini amara et si flemus
ut pupillam oculi servabit ne peccemus.
Alma Virgo virginum in celis coronata apud tuum filium sis nobis advocata
Et post hoc exilium occurens mediata.
Vila cadaver eris cur non peccare vereris.
Cur intumescere quearis. Ut quid peccuniam quearis. Quid vestes pomposas geris.
Ut quid honores quearis. Cur non paenitens confiteris. Contra proximum non laeteris.

## Música i danses i coreografies
Les danses descrites al còdex estaven destinades a oferir activitats als romeus que tinguesin una manera adient al lloc sagrat, i diferents a les ballades popularment a l'època en altres contextos, com per exemple les ballades a les processons que van donar la benvinguda, amb música i danses, als reis de la Corona d'Aragó en visitar València a començament del segle xv. A Martí d'Aragó, per exemple li agradaven especialment les ballarines-joglaresses "mores" (alfuleys), que eren valencianes.

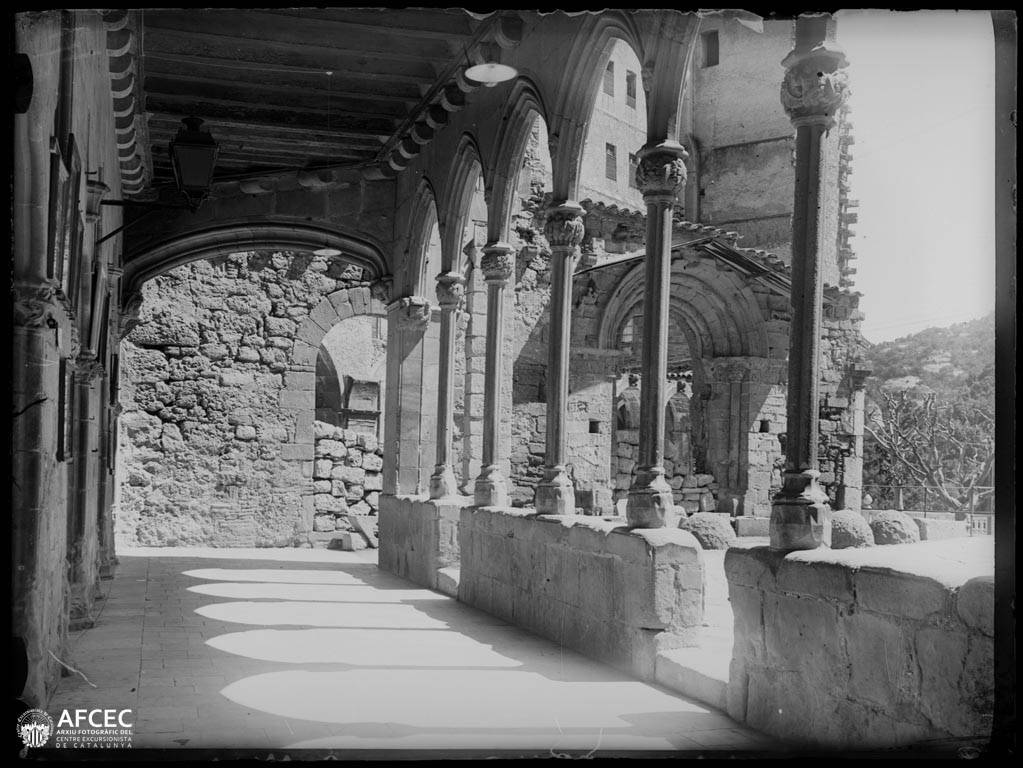
Restes del claustre gòtic i portal romànic de l'església de Santa Maria de Montserrat després de la destrucció de 1811-1812. El capitell central podria representar un ball redon com el que es feien per honorar la Mare de Déu. Les danses circulars, amb cançons de contingut sacre, descrites al Llibre vermell, es devien ballar a la plaça de l'entrada de l'església per a substituir-ne d'altres, menys adients,

En canvi, les danses descrites al Llibre vermell es corresponen a cançons marianes i es ballen amb les persones agafades per la mà, formant un cercle. Aquests "balls rodons" (els mots "sardana" o "cerdana" encara no apareixen) són Los set gotxs, Cuncti simus, Polorum regina i Stella splendens. Les tres primeres es canten a una veu i la darrera és un virolai cantat a dos veus. També destaca la dansa Ad mortem festinamus, la música i lletra d'aquest virolai que és la dansa de la mort més antiga de la qual la música està preservada, i que actualment té versions de textos en català i en castellà. En el cas de la dansa de la mort de Verges, a  l'Empordà, està interpretada per cinc ballarins vestits d'esquelet i consisteix en tres passos de ball rotatius.
A l'Edat Mitjana la dansa popular era molt viva, sovint associada a joglars i d'origen vinculat a cultes agraris pagans, i l'Església va mirar de portar-les, així com les altres manifestacions escèniques, al seu camp. Un exemple en són les danses del Llibre Vermell, que potser van sorgir a partir d'aquelles, i inspirades segons els models dels salms, per a ser integrades a la litúrgia catòlica com a manifestació de goig espiritual.
Entre 2024 i 2025, en l'avinentesa del mil·lenari de la fundació de Montserrat, s'oferiren a la basílica del santuari i al Palau de la Música Catalana sengles audicions del cançoner del Llibre Vermell encloent els cants i les danses allà recollides.  Interpretades per l'Escolania de Montserrat i l'Esbart Dansaire de Rubí sota la direcció de Llorença Castelló. Amb coreografia segons la reconstrucció feta pels estudis de Gregori Estrada.

## Enregistraments seleccionats
- Llibre vermell de Montserrat. Hespèrion XX. Jordi Savall. 1979. (EMI-Reflexe 1C065-45-641)
- Llibre vermell, pilgrim songs & dances. New London Consort, Philip Pickett. 1992 (L'Oiseau-lyre 433 186)
- Llibre vermell de Montserrat, Cantigas de Santa Maria. 1994.Ensemble Alla Francesca.
- Llibre vermell. Canti di pellegrinaggio al Monte Serrato XIV Secolo. Micrologus. 1998. (Micrologus CDM 0002.2)
- The Black Madonna: Pilgrim Songs from the Monastery of Montserrat (1400-1420). Ensemble Unicorn. Michael Posch. 1998. Naxos 8.554256).
- Llibre vermell de Montserrat. Ensemble Micrologus. 2001 (Discant 1008)
- Llibre Vermell. Capella de Ministrers. Carles Magraner. 2002. (Licanus CDM 0201)
- Llibre vermell. Millenarium et al., Christophe Deslignes. 2007 (Ricercar 260)
- El Llibre vermell de Montserrat: Carles Viarnés i Pep Massana. 2013
- Llibre vermell (Companyia Elèctrica Dharma). B0025VLIKS - Discmedi, 2002
- Llibre vermell de Montserrat (segle XIV): Escolania de Montserrat i Capella de Música de Montserrat. Llorenç Castelló, director. Discos Abadia de Montserrat, 2024.

## Altres obres basades en el Llibre vermell
- El 1988, Xavier Benguerel estrenà al Liceu la cantata escènica Llibre Vermell, on es glossa la música original.
- El 2002, la Companyia Elèctrica Dharma treu el disc Llibre Vermell, on barregen sons rock amb les melodies del Llibre Vermell de Montserrat.
- El 2007, Bernat Vivancos estrenà a l'Auditori de Barcelona l'obra simfònica Còdex: glosses sobre tres fragments del Llibre Vermell.

## Edició Facsímil
Es pot accedir a una edició facsimilar del Llibre vermell de Montserrat  editada per la Generalitat de Catalunya el 1989  a la Biblioteca Virtual Miguel de Cervantes https://www.cervantesvirtual.com/nd/ark:/59851/bmcbp016